# 弦本將裕
弦本 將裕（つるもと まさひろ、1957年〈昭和32年〉4月29日 - ）は、日本の実業家および著作家。東京都出身。現在、個性心理學研究所所長、株式会社個性心理學研究所 取締役名誉会長、株式会社キャラナビ・ドット・コム代表取締役、一般社団法人個性心理學研究所総本部 理事長、学習院・個性心理學桜友会 代表幹事。1997年4月、人間の個性を12種類の動物キャラクターに当てはめ、「個性心理學」として発表。動物キャラナビとして人気を集め多くの著書がある。累計販売部数500万部。世界14か国でも展開をしている。

## 経歴[5]
東京都出身。巣鴨高等学校卒。

1981年（昭和56年）3月　学習院大学 法学部政治学科(社会心理学専攻) 卒業

1981年（昭和56年）4月　明治生命保険相互会社（現：明治安田生命保険相互会社） 入社

1992年（平成4年）4月　株式会社「福利厚生課」設立 代表取締役「課長」就任

1997年（平成9年）4月　個性心理學研究所 設立　所長に就任

1997年（平成9年）5月　株式会社個性心理學研究所 設立　代表取締役に就任（現：取締役名誉会長）

2001年（平成13年）5月　株式会社キャラナビ・ドット・コム 設立　代表取締役に就任（現：代表取締役会長）

2012年（平成24年）4月　一般社団法人学習院桜友会 社員に就任

2012年（平成24年）6月　株式会社NABOO 最高顧問に就任

2013年（平成25年）4月　学習院個性心理學桜友会 代表幹事に就任

2014年（平成26年）4月　一般社団法人個性心理學研究所総本部 設立 理事長に就任

## 個性心理學
個性心理學は弦本將裕によって、「実学」としての心理学を目指し、人間の個性を12の動物キャラクターに当てはめるというイメージ心理学の手法を用いて体系化されたもの。

中国に古から伝わる「四柱推命」や密教の経典の一つである「宿曜教」にその基礎理論を求め、あらたに心理学的側面からの解釈を加えた現代版四柱推命動物バージョンである。

動物キャラクターに当てはめた人間のナビゲーションであるため、「動物キャラナビ」ともいう。

2000年頃、動物占いとして大ブレイクし、一世を風靡した。

全国の企業・学校・大学・病院・クリニックなどでの講演活動は、ライフワークとなっている。

個性心理學研究所が組織化している全国の支所・支局は100を超え、認定講師・認定カウンセラー・アドバイザーは1万5000名にのぼる。

「個性心理学」「動物キャラナビ」は弦本將裕の登録商標である。

## 動物キャラクター12分類と60分類、その他の分類
これら60分類の名称は、弦本將裕によって命名され、いずれも著作権によって守られている。
| 12分類          | 60分類 | 60分類                       | 3分類         | 行動パターン | 心理ベクトル | 思考パターン |
| --------------- | ------ | ---------------------------- | ------------- | ------------ | ------------ | ------------ |
| 狼              | 13     | ネアカの狼                   | EARTH         | 目標指向型   | 未来展望型   | 右脳型       |
| 狼              | 19     | 放浪の狼                     | EARTH         | 目標指向型   | 未来展望型   | 右脳型       |
| 狼              | 24     | クリエイティブな狼           | EARTH         | 目標指向型   | 未来展望型   | 右脳型       |
| 狼              | 25     | 穏やかな狼                   | EARTH         | 目標指向型   | 未来展望型   | 右脳型       |
| 狼              | 30     | 順応性のある狼               | EARTH         | 目標指向型   | 未来展望型   | 右脳型       |
| 狼              | 36     | 好感のもたれる狼             | EARTH         | 目標指向型   | 未来展望型   | 右脳型       |
| こじか          | 11     | 正直なこじか                 | MOON （新月） | 状況対応型   | 未来展望型   | 右脳型       |
| こじか          | 17     | 強い意志をもったこじか       | MOON （新月） | 状況対応型   | 未来展望型   | 右脳型       |
| こじか          | 32     | しっかり者のこじか           | MOON （新月） | 状況対応型   | 未来展望型   | 右脳型       |
| こじか          | 38     | 華やかなこじか               | MOON （新月） | 状況対応型   | 未来展望型   | 右脳型       |
| 猿              | 3      | 落ち着きのない猿             | EARTH         | 目標指向型   | 未来展望型   | 左脳型       |
| 猿              | 9      | 大きな志をもった猿           | EARTH         | 目標指向型   | 未来展望型   | 左脳型       |
| 猿              | 15     | どっしりとした猿             | EARTH         | 目標指向型   | 未来展望型   | 左脳型       |
| 猿              | 34     | 気分屋の猿                   | EARTH         | 目標指向型   | 未来展望型   | 左脳型       |
| 猿              | 40     | 尽くす猿                     | EARTH         | 目標指向型   | 未来展望型   | 左脳型       |
| 猿              | 46     | 守りの猿                     | EARTH         | 目標指向型   | 未来展望型   | 左脳型       |
| チータ          | 1      | 長距離ランナーのチータ       | SUN           | 状況対応型   | 未来展望型   | 左脳型       |
| チータ          | 7      | 全力疾走するチータ           | SUN           | 状況対応型   | 未来展望型   | 左脳型       |
| チータ          | 42     | 足腰の強いチータ             | SUN           | 状況対応型   | 未来展望型   | 左脳型       |
| チータ          | 48     | 品格のあるチータ             | SUN           | 状況対応型   | 未来展望型   | 左脳型       |
| 黒ひょう        | 5      | 面倒見のいい黒ひょう         | MOON （満月） | 目標指向型   | 未来展望型   | 左脳型       |
| 黒ひょう        | 44     | 情熱的な黒ひょう             | MOON （満月） | 目標指向型   | 未来展望型   | 左脳型       |
| 黒ひょう        | 50     | 落ち込みの激しい黒ひょう     | MOON （満月） | 目標指向型   | 未来展望型   | 左脳型       |
| 黒ひょう        | 53     | 感情豊かな黒ひょう           | MOON （満月） | 目標指向型   | 未来展望型   | 左脳型       |
| 黒ひょう        | 56     | 気どらない黒ひょう           | MOON （満月） | 目標指向型   | 未来展望型   | 左脳型       |
| 黒ひょう        | 59     | 束縛を嫌う黒ひょう           | MOON （満月） | 目標指向型   | 未来展望型   | 左脳型       |
| ライオン        | 51     | 我が道を行くライオン         | SUN           | 状況対応型   | 過去回想型   | 左脳型       |
| ライオン        | 52     | 統率力のあるライオン         | SUN           | 状況対応型   | 過去回想型   | 左脳型       |
| ライオン        | 57     | 感情的なライオン             | SUN           | 状況対応型   | 過去回想型   | 左脳型       |
| ライオン        | 58     | 傷つきやすいライオン         | SUN           | 状況対応型   | 過去回想型   | 左脳型       |
| 虎              | 6      | 愛情あふれる虎               | EARTH         | 目標指向型   | 過去回想型   | 左脳型       |
| 虎              | 43     | 動きまわる虎                 | EARTH         | 目標指向型   | 過去回想型   | 左脳型       |
| 虎              | 49     | ゆったりとした悠然の虎       | EARTH         | 目標指向型   | 過去回想型   | 左脳型       |
| 虎              | 54     | 楽天的な虎                   | EARTH         | 目標指向型   | 過去回想型   | 左脳型       |
| 虎              | 55     | パワフルな虎                 | EARTH         | 目標指向型   | 過去回想型   | 左脳型       |
| 虎              | 60     | 慈悲深い虎                   | EARTH         | 目標指向型   | 過去回想型   | 左脳型       |
| たぬき          | 2      | 社交家のたぬき               | MOON （新月） | 状況対応型   | 過去回想型   | 左脳型       |
| たぬき          | 8      | 磨き上げられたたぬき         | MOON （新月） | 状況対応型   | 過去回想型   | 左脳型       |
| たぬき          | 41     | 大器晩成のたぬき             | MOON （新月） | 状況対応型   | 過去回想型   | 左脳型       |
| たぬき          | 47     | 人間味あふれるたぬき         | MOON （新月） | 状況対応型   | 過去回想型   | 左脳型       |
| 子守熊 (コアラ) | 4      | フットワークの軽い子守熊     | EARTH         | 目標指向型   | 過去回想型   | 右脳型       |
| 子守熊 (コアラ) | 10     | 母性豊かな子守熊             | EARTH         | 目標指向型   | 過去回想型   | 右脳型       |
| 子守熊 (コアラ) | 16     | コアラのなかの子守熊         | EARTH         | 目標指向型   | 過去回想型   | 右脳型       |
| 子守熊 (コアラ) | 33     | 活動的な子守熊               | EARTH         | 目標指向型   | 過去回想型   | 右脳型       |
| 子守熊 (コアラ) | 39     | 夢とロマンの子守熊           | EARTH         | 目標指向型   | 過去回想型   | 右脳型       |
| 子守熊 (コアラ) | 45     | サービス精神旺盛な子守熊     | EARTH         | 目標指向型   | 過去回想型   | 右脳型       |
| ゾウ            | 12     | 人気者のゾウ                 | SUN           | 状況対応型   | 過去回想型   | 右脳型       |
| ゾウ            | 18     | デリケートなゾウ             | SUN           | 状況対応型   | 過去回想型   | 右脳型       |
| ゾウ            | 31     | リーダーとなるゾウ           | SUN           | 状況対応型   | 過去回想型   | 右脳型       |
| ゾウ            | 37     | まっしぐらに突き進むゾウ     | SUN           | 状況対応型   | 過去回想型   | 右脳型       |
| ひつじ          | 14     | 協調性のないひつじ           | MOON （満月） | 目標指向型   | 過去回想型   | 右脳型       |
| ひつじ          | 20     | 物静かなひつじ               | MOON （満月） | 目標指向型   | 過去回想型   | 右脳型       |
| ひつじ          | 23     | 無邪気なひつじ               | MOON （満月） | 目標指向型   | 過去回想型   | 右脳型       |
| ひつじ          | 26     | 粘り強いひつじ               | MOON （満月） | 目標指向型   | 過去回想型   | 右脳型       |
| ひつじ          | 29     | チャレンジ精神の旺盛なひつじ | MOON （満月） | 目標指向型   | 過去回想型   | 右脳型       |
| ひつじ          | 35     | 頼られると嬉しいひつじ       | MOON （満月） | 目標指向型   | 過去回想型   | 右脳型       |
| ペガサス        | 21     | 落ち着きのあるペガサス       | SUN           | 状況対応型   | 未来展望型   | 右脳型       |
| ペガサス        | 22     | 強靭な翼をもつペガサス       | SUN           | 状況対応型   | 未来展望型   | 右脳型       |
| ペガサス        | 27     | 波乱に満ちたペガサス         | SUN           | 状況対応型   | 未来展望型   | 右脳型       |
| ペガサス        | 28     | 優雅なペガサス               | SUN           | 状況対応型   | 未来展望型   | 右脳型       |

## 著書
- 『個性心理學／キャラクター・ナビゲーション』（角川書店・同朋舎、1999年12月）
- 『元祖動物占い/マスコット心理学』（竹書房、2000年2月）
- 『完全保存版１２動物６０分類「マスコット占い」』（講談社文庫、2000年2月）
- 『動物キャラナビ/60パターンですべてがわかる』（日本文芸社、2000年2月）
- 『恋愛攻略本/12種類のマスコットで占う』（講談社、2000年3月）
- 『元祖動物占い/マスコット心理学/恋愛パーフェクト講座』（竹書房、2000年7月）
- 『血液型別 動物キャラナビ』（日本文芸社、2000年5月）
- 『あなたのベストダイエット』（講談社、2000年7月）
- 『元祖動物占い/マスコット心理学/決定版』（竹書房、2000年7月）
- 『ビジネス個性心理學/12種類60分類』（角川書店・同朋舎、2000年8月）
- 『動物キャラナビ2001/運勢本の決定版！』（メディア・レブ、2000年12月）
- 『我要Lucky動物占卜』（尖端出版/台湾、2001年1月）
- 『Hot Love動物占卜』（尖端出版/台湾、2001年1月）
- 『超級動物占卜通』（尖端出版/台湾、2001年1月）
- 『血型別！動物占卜進階版』（尖端出版/台湾、2001年1月）
- 『シンデレラと王子占い』（集英社、2001年3月）
- 『「性格 ＆ 相性」まるごとわかる動物キャラナビ』（日本文芸社、2001年9月）
- 『あなたの人間関係をひもとく個性心理學』（川村司共著、春萌社、2003年6月）
- 『個性心理學/キャラクター・ナビゲーション』（河出書房新社、2003年7月）
- 『ビジネス個性心理學／12種類60分類』（教科書研究所、2003年11月）
- 『幸運をつかむパワーストーンプラス動物キャラナビ』（日本文芸社、2005年6月）
- 『ラブ・ナビ/動物キャラナビで占う愛の運命』（集英社・non・no特別編集、2006年5月）
- 『「個性」を知れば良い家は建つ』（現代書林、2006年12月）
- 『こどもキャラナビ』（世界文化社、2007年3月）
- 『Charanavi』英語版（Natural Spirit USA、2007年7月）
- 『実践！ ビジネス個性心理學』（河出書房新社、2007年9月）
- 『歯っぴーキャラナビ 子どもの歯を守る50の方法』（杉山乘也・杉山昌也・師田依里共著、弦本將裕監修、世界文化社、2007年9月）
- 『「ほめる力」が子どもを伸ばす キャラナビでわかる子どものやる気の引き出し方』（長島宏明共著、現代書林、2008年4月）
- 『幸 CHARANAVI』（フィンランドotava社、2009年）
- 『幸 LOVENAVI』（フィンランドotava社、2009年）
- 『個性心理學／動物キャラナビ』（武田ランダムハウスジャパン、2010年11月）
- 『ビジネスに役立つ 個性心理學/動物キャラナビ』（武田ランダムハウスジャパン、2010年11月）
- 『開運！ 動物キャラナビ 2011＆2012』（武田ランダムハウスジャパン、2011年1月）
- 『動物キャラナビ占い  うちの子、どんな子？』（世界文化社、イーブック・アソシエーション、2012年2月）
- 『開運！動物キャラナビ2012』（武田ランダムハウスジャパン、2012年3月）
- 『LOVE ＆ SEX 動物キャラナビ』（武田ランダムハウスジャパン、2012年9月）
- 『動物キャラナビ　[バイブル]』（集英社、2013年4月）
- 『動物キャラナビ～ココロとカラダの相性診断～モテる男と女の個性心理學』（ソーシャルメディア出版、2013年12月）
- 『超有趣动物个性心理学』（中国・上海、广东经济出版社Chinese Edition、2013年1月）
- 『超有趣动物个性心理学』（中国・上海、广东经济出版社Chinese Edition、電子版ebook、2013年1月）
- 『超实用商业动物个性心理学』（中国・上海、广东经济出版社Chinese Edition、2013年1月）
- 『動物キャラナビ [お仕事編]』（集英社、2014年5月）
- 『杉の木の両親と松の木の子ども』（しちだ・教育研究所、2014年10月）
- 『最新改訂版 血液型別 動物キャラナビ』（日本文芸社、2015年2月）
- 『最新改訂版 「性格&相性」まるごとわかる動物キャラナビ』（日本文芸社、2015年2月）
- 『個性心理學でまるわかり！どうしてMOON人間は優柔不断で調子いいのか?』（ビジネス社、2015年11月）
- 『個性心理學でまるわかり！どうしてEARTH人間はお金がこんなに好きなのか?』（ビジネス社、2015年11月）
- 『個性心理學でまるわかり！どうしてSUN人間は人の話を聞かないのか?』（ビジネス社、2015年11月）
- 『個性心理学／人間関係のイライラがゼロになる！』（日本文芸社、2017年4月）
- 『動物キャラナビ[ラブ]』（集英社、2017年4月）
- 『幸運ダイアリー／運気を味方に付けると人生が好転する！』（日本文芸社、2017年10月）
- 『繋がる』（池川明・上田サトシ・七田厚・白石まるみ共著、牧野出版、2018年11月）
- 『動物キャラナビ 決定版』（日本文芸社、2021年10月）
- 『[最新版] 個性心理學でまるわかり！どうしてMOON人間は優柔不断で調子いいのか?』（ビジネス社、2022年5月）
- 『[最新版] 個性心理學でまるわかり！どうしてEARTH人間はお金がこんなに好きなのか?』（ビジネス社、2022年5月）
- 『[最新版] 個性心理學でまるわかり！どうしてSUN人間は人の話を聞かないのか?』（ビジネス社、2022年5月）
- 『仕事は「個性」で決まる 相手の個性に合わせて仕事をすれば、すべてうまくいく』（辻盛英一共著、あさ出版、2023年2月）
- 『ハッピー子育て！ キッズ・キャラナビ』（米田恵共著、Clover出版、2023年9月）

## 掲載雑誌・新聞
- プレジデント（プレジデント社）
- 日経トレンディ（日経BP）
- 週刊文春（文藝春秋）
- 週刊宝石（光文社）
- 週刊女性（主婦と生活社）
- 週刊現代（講談社）
- 週刊プレイボーイ（集英社）
- CanCam（小学館）
- anan（マガジンハウス）
- non-no（集英社）
- 別冊少女コミック（現：ベツコミ、小学館）
- TOKYO★1週間（講談社）
- DIME（小学館）
- デザート（講談社）
- 小学四年生（小学館）
- たのしい幼稚園（講談社）
- なかよし（講談社）
- STYLE WAGON（三栄）
- FRIDAY（講談社）
- 月間ナースデータ（日本総研出版）
- ar（主婦と生活社）
- フィガロジャポン（CCCメディアハウス）
- ジュニアエラ（朝日新聞出版）
- V Magazine
- 夢そだて
- Zoo

## 主なテレビ・ラジオ出演
- じっくり聞いタロウ〜スター近況（秘）報告〜（テレビ東京）
- めざましテレビ（フジテレビ）
- プレゼンタイガー（フジテレビ）
- 日経スペシャル ガイアの夜明け（テレビ東京）
- 痛快!エブリデイ（関西テレビ）
- 歴史プロファイルスペシャル 科学データが明かす戦国最強の男（BS日テレ）
- ひみつの嵐ちゃん!（TBS）
- ブロードキャスター（TBS）
- ジャスト（TBS）
- ほんパラ!関口堂書店（テレビ朝日）
- ありがとッ!（テレビ神奈川）
- AVALON（J-WAVE）
- FUTURESCAPE（FMヨコハマ）
- きのうの続きのつづき（ラジオ日本）